# Mohammed Al-Fatil
Mohammed Abdulhakem Al-Fatil (in arabo محمد عبدالحكيم ال فتيل‎?; Qatif, 4 gennaio 1992) è un calciatore saudita, difensore dell'Al-Nassr.

## Carriera

### Club
Ha giocato nella prima divisione saudita.

### Nazionale
Ha partecipato ai Mondiali Under-20 del 2011.
Ha esordito in nazionale nel 2017.

## Statistiche

### Presenze e reti nei club
Statistiche aggiornate al 17 agosto 2023.
| Stagione        | Squadra         | Campionato      | Campionato | Campionato | Coppe nazionali | Coppe nazionali | Coppe nazionali | Coppe continentali | Coppe continentali | Coppe continentali | Altre coppe | Altre coppe | Altre coppe | Totale | Totale |
| Stagione        | Squadra         | Comp            | Pres       | Reti       | Comp            | Pres            | Reti            | Comp               | Pres               | Reti               | Comp        | Pres        | Reti        | Pres   | Reti   |
| --------------- | --------------- | --------------- | ---------- | ---------- | --------------- | --------------- | --------------- | ------------------ | ------------------ | ------------------ | ----------- | ----------- | ----------- | ------ | ------ |
| 2011-2012       | Al-Ahli         | SPL             | 2          | 0          | KC+PC           | 1+0             | 0               | ACL                | 2                  | 0                  | -           | -           | -           | 5      | 0      |
| 2012-2013       | Al-Ahli         | SPL             | 0          | 0          | KC+PC           | 0+0             | 0               | ACL                | 0                  | 0                  | -           | -           | -           | 37     | -46    |
| 2013-2014       | Al-Ahli         | SPL             | 7          | 1          | KC+PC           | 1+1             | 0+1             | -                  | -                  | -                  | -           | -           | -           | 9      | 2      |
| 2014-2015       | Al-Ahli         | SPL             | 0          | 0          | KC+PC           | 0+0             | 0               | ACL                | 1                  | 0                  | -           | -           | -           | 1      | 0      |
| 2015-2016       | Al-Ahli         | SPL             | 8          | 1          | KC+PC           | 3+2             | 0               | ACL                | 5                  | 1                  | -           | -           | -           | 18     | 2      |
| 2016-2017       | Al-Ahli         | SPL             | 21         | 2          | KC+PC           | 4+2             | 0               | ACL                | 6                  | 0                  | SS          | 1           | 0           | 34     | 2      |
| 2017-2018       | Al-Ahli         | SPL             | 5          | 0          | KC              | 2               | 0               | ACL                | 2                  | 0                  | -           | -           | -           | 9      | 0      |
| 2018-2019       | Al-Ahli         | SPL             | 22         | 1          | KC              | 0               | 0               | ACL                | 5                  | 0                  | CdC         | 5           | 0           | 32     | 1      |
| 2019-2020       | Al-Ahli         | SPL             | 15         | 0          | KC              | 3               | 0               | ACL                | 7                  | 0                  | -           | -           | -           | 25     | 0      |
| 2020-2021       | Al-Ahli         | SPL             | 21         | 1          | KC              | 0               | 0               | ACL                | 6                  | 0                  | -           | -           | -           | 27     | 1      |
| Totale Al-Ahli  | Totale Al-Ahli  | Totale Al-Ahli  | 101        | 6          |                 | 19              | 1               |                    | 34                 | 1                  |             | 6           | 0           | 160    | 8      |
| sett. 2021      | Al-Nassr        | SPL             | -          | -          | KC              | -               | -               | ACL                | 1                  | 0                  | SS          | -           | -           | 1      | 0      |
| 2021-2022       | Al-Nassr        | SPL             | 4          | 0          | KC              | 0               | 0               | -                  | -                  | -                  | -           | -           | -           | 4      | 0      |
| 2022-2023       | Al-Nassr        | SPL             | 7          | 1          | KC              | 0               | 0               | -                  | -                  | -                  | SS          | 0           | 0           | 0      | 0      |
| 2023-2024       | Al-Nassr        | SPL             | 1          | 0          | KC              | 0               | 0               | ACL                | 0                  | 0                  | CdC         | 2           | 0           | 3      | 0      |
| Totale Al-Nassr | Totale Al-Nassr | Totale Al-Nassr | 12         | 0          |                 | 0               | 0               |                    | 1                  | 0                  |             | 3           | 0           | 16     | 0      |
| Totale carriera | Totale carriera | Totale carriera | 113        | 6          |                 | 19              | 1               |                    | 35                 | 1                  |             | 9           | 0           | 176    | 8      |

### Cronologia presenze e reti in nazionale
| Cronologia completa delle presenze e delle reti in nazionale ― Arabia Saudita | Cronologia completa delle presenze e delle reti in nazionale ― Arabia Saudita | Cronologia completa delle presenze e delle reti in nazionale ― Arabia Saudita | Cronologia completa delle presenze e delle reti in nazionale ― Arabia Saudita | Cronologia completa delle presenze e delle reti in nazionale ― Arabia Saudita | Cronologia completa delle presenze e delle reti in nazionale ― Arabia Saudita | Cronologia completa delle presenze e delle reti in nazionale ― Arabia Saudita | Cronologia completa delle presenze e delle reti in nazionale ― Arabia Saudita |
| Data                                                                          | Città                                                                         | In casa                                                                       | Risultato                                                                     | Ospiti                                                                        | Competizione                                                                  | Reti                                                                          | Note                                                                          |
| ----------------------------------------------------------------------------- | ----------------------------------------------------------------------------- | ----------------------------------------------------------------------------- | ----------------------------------------------------------------------------- | ----------------------------------------------------------------------------- | ----------------------------------------------------------------------------- | ----------------------------------------------------------------------------- | ----------------------------------------------------------------------------- |
| 5-12-2012                                                                     | Jeddah                                                                        | Arabia Saudita                                                                | 1 – 2                                                                         | Zambia                                                                        | Amichevole                                                                    | -                                                                             |                                                                               |
| 9-12-2012                                                                     | Al Kuwait                                                                     | Iran                                                                          | 0 – 0                                                                         | Arabia Saudita                                                                | Campionato dell'Asia occidentale 2012                                         | -                                                                             |                                                                               |
| 12-12-2012                                                                    | Al Kuwait                                                                     | Yemen                                                                         | 0 – 1                                                                         | Arabia Saudita                                                                | Campionato dell'Asia occidentale 2012                                         | -                                                                             |                                                                               |
| 15-12-2012                                                                    | Al Kuwait                                                                     | Bahrein                                                                       | 1 – 0                                                                         | Arabia Saudita                                                                | Campionato dell'Asia occidentale 2012                                         | -                                                                             |                                                                               |
| 24-8-2016                                                                     | Doha                                                                          | Arabia Saudita                                                                | 4 – 0                                                                         | Laos                                                                          | Amichevole                                                                    | -                                                                             | 46’                                                                           |
| 10-1-2017                                                                     | Abu Dhabi                                                                     | Arabia Saudita                                                                | 0 – 0                                                                         | Slovenia                                                                      | Amichevole                                                                    | -                                                                             |                                                                               |
| 23-3-2017                                                                     | Bangkok                                                                       | Thailandia                                                                    | 0 – 3                                                                         | Arabia Saudita                                                                | Qual. Mondiali 2018                                                           | -                                                                             | 90’                                                                           |
| 13-11-2017                                                                    | Lisbona                                                                       | Bulgaria                                                                      | 1 – 0                                                                         | Arabia Saudita                                                                | Amichevole                                                                    | -                                                                             |                                                                               |
| 15-10-2018                                                                    | Riad                                                                          | Arabia Saudita                                                                | 1 – 1                                                                         | Iraq                                                                          | Amichevole                                                                    | -                                                                             |                                                                               |
| 20-11-2018                                                                    | Amman                                                                         | Giordania                                                                     | 1 – 1                                                                         | Arabia Saudita                                                                | Amichevole                                                                    | -                                                                             | 90’                                                                           |
| 31-12-2018                                                                    | Abu Dhabi                                                                     | Arabia Saudita                                                                | 0 – 0                                                                         | Corea del Sud                                                                 | Amichevole                                                                    | -                                                                             |                                                                               |
| 8-1-2019                                                                      | Dubai                                                                         | Arabia Saudita                                                                | 4 – 0                                                                         | Corea del Nord                                                                | Coppa d'Asia 2019 - 1º turno                                                  | 1                                                                             |                                                                               |
| 12-1-2019                                                                     | Dubai                                                                         | Libano                                                                        | 0 – 2                                                                         | Arabia Saudita                                                                | Coppa d'Asia 2019 - 1º turno                                                  | -                                                                             |                                                                               |
| 17-1-2019                                                                     | Abu Dhabi                                                                     | Arabia Saudita                                                                | 0 – 2                                                                         | Qatar                                                                         | Coppa d'Asia 2019 - 1º turno                                                  | -                                                                             |                                                                               |
| 21-1-2019                                                                     | Sharjah                                                                       | Giappone                                                                      | 1 – 0                                                                         | Arabia Saudita                                                                | Coppa d'Asia 2019 - Ottavi di finale                                          | -                                                                             |                                                                               |
| Totale                                                                        |                                                                               | Presenze                                                                      | 15                                                                            |                                                                               | Reti                                                                          | 1                                                                             |                                                                               |

## Palmarès

### Competizioni nazionali
- Coppa del Re dei Campioni: 2

Al-Ahli: 2011-2012, 2015-2016
- Coppa del Principe della Corona saudita: 1

Al-Ahli: 2014-2015
- Campionato saudita: 1

Al-Ahli: 2015-2016
- Supercoppa saudita: 1

Al-Ahli: 2016

### Competizioni internazionali
- Coppa dei Campioni araba per club: 1

Al-Nassr: 2023